# Papierowe miasta
Papierowe miasta (ang. Paper Towns) – powieść dla młodzieży autorstwa Johna Greena wydana w 2008 roku; polski przekład ukazał się w 2013 roku. W 2009 roku została wyróżniona Edgard Award w kategorii powieści młodzieżowej. W 2015 roku ukazał się film pod tym samym tytułem będący ekranizacją powieści.